# Jakob der Lügner
Jakob der Lügner är en östtysk-tjeckoslovakisk dramakomedi från 1974 i regi av Frank Beyer.
Filmen bygger på Jurek Beckers roman Jakob Lögnaren.

## Handling
I det tyskockuperade Polen 1944 försöker Jakob Heym hålla moralen uppe bland sina vänner och grannar i ett judiskt ghetto genom att påstå att han genom en gömd radio får uppgifter om att Röda armén kommer allt närmare för varje dag. I slutscenen har verkligheten hunnit ifatt när ghettot töms och innevånarna skickas till ett förintelseläger.

## Rollista i urval
- Vlastimil Brodský - Jakob Heym
- Erwin Geschonneck - Kowalski
- Henry Hübchen - Mischa
- Blanche Kommerell - Rosa Frankfurter
- Armin Mueller-Stahl - Roman Schtamm
- Peter Sturm - Leonard Schmidt
- Dezső Garas - herr Frankfurter
- Zsuzsa Gordon - fraulein Frankfurter
- Margit Bara - Josefa Litwin